# Karen Kingsbury
Karen Kingsbury (Fairfax, 8 giugno 1963) è una scrittrice statunitense.

## Biografia
Kingsbury è stata una scrittrice sportiva per il Los Angeles Times e in seguito ha scritto per il Los Angeles Daily News. Il suo primo libro, Missy's Murder (1991), era basato su una storia di omicidio a Los Angeles. Durante questo periodo, ha pubblicato un articolo su People. 
È una scrittrice bestseller #1 del New York Times e USA Today con l'ultima dozzina di libri pubblicati in cima alle liste dei bestseller. Alcuni dei suoi romanzi sono stati trasposti in opere cinematografiche da The Hallmark Channel, tra cui The Bridge, A Time to Dance (2015) e Maggie's Christmas Miracle (2017). Baxter Family è stato adattato in una serie televisiva. Kingsbury parla anche in pubblico e attraverso eventi nazionali raggiunge più di 100.000 persone ogni anno.

## Opere

### Redemption series (con Gary Smalley)
- Redemption (2002)
- Remember (2003)
- Return (2003)
- Rejoice (2004)
- Reunion (2004)

### Firstborn series
- Fame (2005)
- Forgiven (2005)
- Found (2006)
- Family (2006)
- Forever 2000)

### Sunrise series
- Sunrise (2007)
- Summer (2007)
- Someday (2008)
- Sunset (2008)

### Above the Line series
- Take One (2009)
- Take Two (2009)
- Take Three (2010)
- Take Four (2010)

### Bailey Flanigan series
- Leaving (2011)
- Learning (2011)
- Longing (2011)
- Loving (2012)

### Coming Home, The Baxter Family
- Coming Home (2012)

### Baxter Family Collection
- A Baxter Family Christmas (2016)
- Love Story (2017)
- In This Moment (2017)
- To the Moon and Back (2018)
- When We Were Young (2018)
- Two Weeks (2019)
- Someone Like You (2020)
- Truly, Madly, Deeply (2020)

### Baxter Family Children series (con Tyler Russell, 8-12 anni)
- Best Family Ever (2019)
- Finding Home (to be released February 25, 2020)

### Altre saghe

#### Angels Walking series
- Angels Walking (2014)
- Chasing Sunsets (2015)
- Brush of Wings (2016)
- Always and Forever (*)

#### Heart of the Story Series
- The Family of Jesus (2014)
- The Friends of Jesus (2015)
- The Followers of Jesus (*)
- First Hand Encounters of Jesus (*)

#### 9/11 Series
- One Tuesday Morning (2003)
- Beyond Tuesday Morning (2004)
- Remember Tuesday Morning (2008)

#### Lost Love series
- Even Now (2005)
- Ever After (2006)

#### Red Gloves series
- Gideon's Gift (2002)
- Maggie's Miracle (2003)
- Sarah's Song (2004)
- Hannah's Hope (2005)

#### Forever Faithful series
- Waiting for Morning (1999)
- A Moment of Weakness (2000)
- Halfway to Forever (2002)

#### Timeless Love series
- A Time to Dance (2001)
- A Time to Embrace (2002)

#### Cody Gunner series
- A Thousand Tomorrows (2005)
- Just Beyond the Clouds (2007)

#### Treasury of Miracles Books
- A Treasury of Christmas Miracles (2001)
- A Treasury of Miracles for Women (2002)
- A Treasury of Miracles for Teens (2003)
- A Treasury of Miracles for Friends (2004)
- A Treasury of Adoption Miracles (2005)
- Miracles - A 52 Week Devotional (2009)

### Altre opere

#### True crime
- Missy's Murder (1991)
- Final Vows (1992)
- Deadly Pretender: The Double Life of David Miller (1993)
- The Snake and the Spider (1995)

#### Romanzi singoli
- On Every Side (2001)
- Oceans Apart (2004)
- Divine (2006)
- Like Dandelion Dust (2006)
- When Joy Came to Stay (2000)
- Where Yesterday Lives (2006)
- Between Sundays (2007)
- Shades of Blue (2008)
- This Side of Heaven (2009)
- Unlocked (2010)
- The Bridge (2012)
- The Chance (2013)
- Fifteen Minutes (2013)
- A Distant Shore (2021)

#### Libri per bambini
- Let Me Hold You Longer (2004)
- Let's Go On a Mommy Date (2008)
- We Believe In Christmas (2008)
- The Princess and the Three Knights (2009)
- Let's Have a Daddy Day (2010)
- The Brave Young Knight (2011)
- Far Flutterby (2012)
- Always Daddy's Princess (2013)
- Go Ahead and Dream (with Alex Smith) (2013)
- Whatever You Grow Up To Be (2014)